# 외교전략정보본부장
외교전략정보본부장 (한국 한자음: 外交戰略情報本部長, 영어: Vice Minister for Strategy and Intelligence)은 2024년에 출범한 외교전략정보본부의 대표이며, 14등급인 외무공무원으로 보한다.

## 임명
- 외교전략정보본부장은 외교부 장관이 임명한다.

## 역할
- 인도ㆍ태평양전략 이행 총괄
- 외교정보사무의 총괄 및 조정
- 외교정보의 수집 및 분석
- 외교정보 관리체계 구축 및 운영
- 외교정보 관련 국내외 정보 관계 기관과의 협력
- 외교정보 관련 민간과의 교류 및 협력
- 북한 핵문제 관련 외교전략ㆍ정책의 수립ㆍ시행

- 북한 핵ㆍ대량살상무기 대응 관련 외교정책의 수립 및 국제공조
- 북한 핵문제 관련 협상에 관한 대책의 수립 및 교섭
- 북한 핵문제 관련 주요국과의 협의
- 대북한 독자 제재 및 북한의 사이버 위협 대응에 관한 외교정책 수립 및 국제공조
- 북한 핵문제 관련 홍보 및 부처 간 협조
- 남북관계, 통일 문제 및 대북한 정책에 관한 외교정책의 수립ㆍ시행 및 총괄ㆍ조정
- 북한인권 관련 외교정책(유엔 등 국제기구 관련 정책은 제외한다)의 수립ㆍ시행
- 재외 북한이탈주민에 대한 외교정책의 수립 및 지원
- 한반도 평화체제에 관한 외교정책의 수립ㆍ총괄ㆍ조정 및 교섭
- 한반도 정전협정체제에 관한 외교정책의 수립ㆍ조정 및 교섭
- 국제안보 문제에 관한 외교정책의 수립ㆍ시행 및 총괄ㆍ조정
- 외국의 국제안보기관과의 업무 협조
- 다자간 안보협력에 관한 외교정책의 수립ㆍ시행 및 총괄ㆍ조정
- 사이버안보, 테러리즘 관련 외교정책의 수립ㆍ시행 및 총괄ㆍ조정
- 군축ㆍ비확산ㆍ반확산에 관한 외교정책의 수립ㆍ시행 및 총괄ㆍ조정
- 다자간 군비통제, 재래식 및 대량파괴무기의 비확산에 관한 외교 업무
- 유엔 비확산 제재에 관한 외교 업무의 총괄ㆍ조정
- 유엔 비확산 제재에 관한 양자ㆍ다자간 협력 관련 외교 업무
- 양자 수출통제ㆍ제재 관련 협력에 관한 외교 업무
- 다자간 수출통제체제에 관한 외교 업무의 총괄ㆍ조정

## 역대 본부장

### 외교전략정보본부장
| 정부        | 대수 | 이름           | 임기              | 비고                |
| ----------- | ---- | -------------- | ----------------- | ------------------- |
| 윤석열 정부 | 초대 | 조구래(趙九來) | 2024년 5월 28일 ~ | 외교부 기획조정실장 |

## 같이 보기
- 외교전략정보본부
- 한반도평화교섭본부장